# Лукка (женский баскетбольный клуб)
«Баскет Ле Мура» — итальянский женский баскетбольный клуб из Лукки, Тоскана. Основан в 2005 году.

## История
Перед началом сезона 2005/06 было принято решение о создании на базе местной женской команды профессионального клуба. С 2005 по 2008 «Баскет Ле Мура» выступал в Серии В (третий дивизион), с 2008 по 2010 год в Серии А2 (второй дивизион). Начиная с сезона 2010/11 клуб выступает в элитном дивизионе чемпионата Италии Серии А1.
Лучшим результатом выступления в Серии А1 является 2-е место в сезоне 2012/13.

### Чемпионат и Кубок Италии
| Сезон   | Лига       | Место | Кубок      | Примечания         |
| ------- | ---------- | ----- | ---------- | ------------------ |
| 2005/06 | Серия «В2» | 1     |            | Вышел в Серию «В1» |
| 2006/07 | Серия «В1» | 4     |            |                    |
| 2007/08 | Серия «В1» | 1     |            | Вышел в Серию «А2» |
| 2008/09 | Серия «А2» | 2     |            |                    |
| 2009/10 | Серия «А2» | 1     |            | Вышел в Серию «А1» |
| 2010/11 | Серия «А1» | 9     | гр.турнир  |                    |
| 2011/12 | Серия «А1» | 4     | 1/4 финала |                    |
| 2012/13 | Серия «А1» | 2     | Финалист   |                    |
| 2013/14 | Серия «А1» | 4     | Финалист   |                    |
| 2014/15 | Серия «А1» | 7     |            |                    |